# 3 kwietnia
3 kwietnia jest 93. (w latach przestępnych 94.) dniem w kalendarzu gregoriańskim. Do końca roku pozostaje 272 dni.

## Święta
- Imieniny obchodzą: Antoni, Benedykt, Cieszygor, Eutychia, Gandolf, Gandulf, Izbygniew, Izbygniewa, Jakub, Jan, Józef, Nicetas, Pankracy, Ryszard, Sykstus i Winicjusz
- Gwinea – Rocznica Drugiej Republiki
- Wspomnienia i święta w Kościele katolickim[1][2] obchodzą:
  - św. Alojzy Scrosoppi (prezbiter)
  - św. Ryszard de Wyche (biskup)
  - św. Sykstus I (papież)

## Wydarzenia w Polsce
- 1243 – Książę pomorski Barnim I lokował Szczecin na prawie magdeburskim.
- 1440 – Tolkmicko przystąpiło do antykrzyżackiego Związku Pruskiego.
- 1471 – Czterej synowie zmarłego w 1454 roku księcia Bolesława IV dokonali podziału jednolitego Mazowsza na dzielnice.
- 1656 – Potop szwedzki: w wyniku eksplozji bomby podłożonej przez wycofujących się Szwedów w zamku w Sandomierzu zginęło ok. 500 osób.
- 1702 – III wojna północna: wojska litewskie podjęły nieudaną próbę odbicia zajmowanego przez Szwedów Wilna.
- 1810 – Fryderyk August I wydał dekret powołujący Sąd Kasacyjny Księstwa Warszawskiego.
- 1901 – Ukazał się pierwszy numer czasopisma naukowego „Chemik Polski”.
- 1910 – W katastrofie balonu w Cieszynie koło Koszalina zginął niemiecki fizykochemik Richard Abegg.
- 1927 – Rozpoczął się 1. sezon najwyższej ligi piłkarskiej.
- 1932 – Założono Narodowe Stronnictwo Pracy.
- 1933 – Zakończył się powszechny strajk włókniarzy Łodzi i okręgu łódzkiego.
- 1940 – W Krakowie zakończył trzydniowy, zwołany przez banderowców konspiracyjny II Wielki Kongres Organizacji Ukraińskich Nacjonalistów, który doprowadził do jej oficjalnego rozłamu na dwie zwalczające się frakcje: OUN-R (OUN-B, tzw. frakcja rewolucyjna, banderowcy) i OUN-M (frakcja melnykowska, melnykowcy).
- 1941 – Niemcy utworzyli getto żydowskie w Radomiu.
- 1946 – Pierwsze polskie okręty wojenne wpłynęły do portu wojennego w Świnoujściu.
- 1949 – Minister kultury i sztuki Stefan Dybowski powołał Kierownictwo Badań nad Początkami Państwa Polskiego.
- 1950 – Minister kultury i sztuki w porozumieniu z ministrem finansów i ministrem handlu wewnętrznego powołał do życia Przedsiębiorstwo Państwowe Desa.
- 1953 – Założono Miejski Zakład Komunikacyjny w Opolu.
- 1967 – Ukazał się pierwszy numer  „Wieczoru Wrocławia”.
- 1980 – Sejm PRL powołał rząd Edwarda Babiucha.
- 1981 – Ukazał się pierwszy numer „Tygodnika Solidarność”.
- 1998 – Premiera filmu Farba w reżyserii Michała Rosy.
- 2000 – PKP zawiesiło połączenia pasażerskie na rekordowej liczbie 1028 kilometrów linii kolejowych[3][4].
- 2005 – Rozpoczęła się ogłoszona przez prezydenta RP Aleksandra Kwaśniewskiego 2 kwietnia żałoba narodowa po śmierci papieża Jana Pawła II, która trwała do dnia pogrzebu 8 kwietnia.
- 2009 – Wprowadzono zakaz sprzedaży termometrów rtęciowych.

## Wydarzenia na świecie

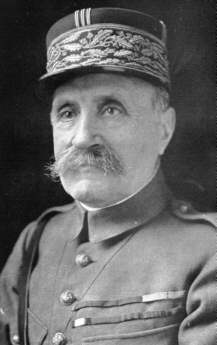
Marszałek Ferdinand Foch

- 1043 – Edward Wyznawca został koronowany na króla Anglii.
- 1254 – W Budzie został zawarty pokój między królem Węgier Belą IV a królem Czech Przemysłem Ottokarem II.
- 1367 – I kastylijska wojna domowa: wojska kastylijsko-angielskie dowodzone przez króla Kastylii i Leónu Piotra I Okrutnego pokonały siły pretentenda do tronu Henryka II Trastamary i sprzymierzonych z nim Francuzów w bitwie pod Nájerą.
- 1420 – Zostały uchwalone tzw. Cztery artykuły praskie zawierające zasady doktrynalne husytyzmu.
- 1493 – Krzysztof Kolumb przybył w triumfalnym pochodzie na dwór królewski w Barcelonie, aby złożyć sprawozdanie ze swej pierwszej wyprawy do Nowego Świata parze królewskiej Ferdynandowi II i Izabeli I.
- 1513 – Elvas w Portugalii uzyskało prawa miejskie.
- 1559 – Podpisano pokój w Cateau-Cambrésis kończący wojny włoskie (2-3 kwietnia).
- 1588 – Założono argentyńskie miasto Corrientes.
- 1602 – Neofit II został ekumenicznym patriarchą Konstantynopola.
- 1711 – Została odkryta przez Francuzów Wyspa Clippertona na Pacyfiku.
- 1746 – Powstanie jakobickie w Szkocji: powstańcy zakończyli dwutygodniowe, nieudane oblężenie Fort William.
- 1764 – Józef II Habsburg został koronowany na króla Niemiec.
- 1783 – Ambasadorowie Benjamin Franklin i Gustaf Filip Creutz podpisali w Paryżu szwedzko-amerykański traktat o przyjaźni i handlu, który miał obowiązywać przez 15 lat.
- 1800 – Gustaw IV Adolf i Fryderyka Dorota Badeńska zostali koronowani w kościele św. Olafa w Norrköpingu na króla i królową Szwecji.
- 1811 – Wojna na Półwyspie Iberyjskim: zwycięstwo wojsk portugalsko-brytyjskich nad francuskimi w bitwie pod Sabugal.
- 1833 – We Frankfurcie nad Menem udaremniono próbę wzniecenia rewolucji w Związku Niemieckim.
- 1856 – Około 4 tys. osób zginęło w mieście Rodos na greckiej wyspie Rodos po wybuchu składu amunicji w Pałacu Wielkich Mistrzów.
- 1860 – Uruchomiono szybką pocztę konną Pony Express na odcinku z St. Joseph w Missouri do Sacramento w Kalifornii.
- 1865 – Wojna secesyjna: wojska Unii zdobyły Richmond w Wirginii, dotychczasową stolicę Skonfederowanych Stanów Ameryki.
- 1867 – Niemiecki astronom Wilhelm Tempel odkrył kometę Tempel 1.
- 1868 – W trzęsieniu ziemi na wyspie Hawaiʻi zginęło 77 osób.
- 1869 – W Kopenhadze odbyło się prawykonanie Koncertu fortepianowego Edvarda Griega.
- 1872 – Kanadyjski astronom James Craig Watson odkrył planetoidę (119) Althaea.
- 1877 – W Wiedniu otwarto nowy gmach Akademii Sztuk Pięknych.
- 1879:
  - Sofia została stolicą autonomicznego Księstwa Bułgarii.
  - W Holandii założono Partię Antyrewolucyjną.
- 1881 – W trzęsieniu ziemi o sile 7,3 stopnia w skali Richtera na greckiej wyspie Chios i pobliskim wybrzeżu tureckim zginęło 7866 osób.
- 1882:
  - W Odessie wykonano wyrok śmierci na Stiepanie Chałturinie, autorze nieudanego zamachu bombowego na cara Aleksandra II Romanowa.
  - W St. Joseph w stanie Missouri zdrajca Robert Ford zamordował strzałem w tył głowy szefa swojego gangu, Jesse’ego Jamesa.
- 1883 – W Tbilisi uruchomiono pierwszą linię tramwaju konnego.
- 1884 – Christian Schweigaard został premierem Norwegii.
- 1886 – Austriacki astronom Johann Palisa odkrył planetoidę (256) Walpurga.
- 1888:
  - Charles Floquet został premierem Francji.
  - Kuba Rozpruwacz zaatakował i zranił Emmę Elisabeth Smith, która zmarła po dwóch dniach.
- 1889 – Wszedł do służby amerykański transatlantyk SS „City of Paris”.
- 1896 – We Włoszech ukazało się pierwsze wydanie „La Gazzetta dello Sport”.
- 1897 – Założono Stowarzyszenie Secesji Wiedeńskiej.
- 1898 – 88 poszukiwaczy złota zginęło pod lawiną w czasie gorączki złota nad rzeką Klondike w kanadyjskim Jukonie.
- 1905 – W Buenos Aires założono klub sportowy Boca Juniors.
- 1908 – Premier Wielkiej Brytanii Henry Campbell-Bannerman podał się do dymisji z powodu złego stanu zdrowia.
- 1918:
  - I wojna światowa: marszałek Ferdinand Foch został głównodowodzącym wojsk Ententy na froncie zachodnim.
  - Ludowy Sekretariat Białoruskiej Republiki Ludowej ogłosił język białoruski państwowym i obowiązkowym językiem kraju.
- 1919 – Austriacki parlament przyjął ustawę konstytucyjną o obaleniu dynastii Habsburgów i konfiskacie ich majątku.
- 1920 – Amerykański pisarz Francis Scott Fitzgerald poślubił w Nowym Jorku pisarkę Zeldę Sayre.
- 1922 – Józef Stalin został sekretarzem generalnym Rosyjskiej Komunistycznej Partii (bolszewików).
- 1929:
  - Rozpoczęto budowę linii kolejowej do Watykanu.
  - Rozpoczęła się największa powódź w historii Tasmanii.
- 1930 – W Los Angeles odbyła się 2. ceremonia wręczenia Oscarów.
- 1933 – Brytyjska wyprawa dokonała pierwszego przelotu samolotem nad Mount Everestem.
- 1936 – W więzieniu stanowym w Trenton w New Jersey został stracony na krześle elektrycznym niemiecki emigrant Bruno Hauptmann, porywacz i morderca niespełna dwuletniego syna pilota Charlesa Lindbergha.
- 1938 – W rewanżowym meczu eliminacyjnym do III Mistrzostw Świata w Piłce Nożnej we Francji reprezentacja Polski przegrała w Belgradzie z Jugosławią 0:1. W pierwszym meczu w Warszawie wygrali Polacy 4:0, dzięki czemu po raz pierwszy w historii awansowali do turnieju finałowego.
- 1940:
  - II wojna chińsko-japońska: zwycięstwem wojsk chińskich zakończyła się bitwa pod Wuyuan (16 marca-3 kwietnia).
  - Rozpoczęły się masowe egzekucje polskich jeńców wojennych z obozów w Kozielsku, Ostaszkowie i Starobielsku.
  - W amerykańskim stanie Michigan założono Park Narodowy Isle Royale.
- 1941:
  - Premier Węgier Pál Teleki popełnił samobójstwo nie chcąc się ugiąć przed żądaniami Niemiec dotyczącymi ataku na Jugosławię. Nowym premierem został László Bárdossy.
  - Raszid Ali al-Kilani został po raz trzeci premierem Iraku.
  - Rząd jugosłowiański zarządził tajną (imienną) mobilizację.
- 1942:
  - Premiera amerykańskiego filmu przygodowego Księga dżungli w reżyserii Zoltana Kordy.
  - W Teheranie w celu pomocy Polakom ewakuowanym z ZSRR powstała Delegatura Ministerstwa Pracy i Opieki Społecznej Rządu Polskiego.
- 1943 – Dwóch Amerykanów zginęło na Manners Street w stolicy Nowej Zelandii Wellington w bójce o podłożu rasistowskim z udziałem ok. tysiąca osób, stoczonej pomiędzy żołnierzami nowozelandzkimi pochodzenia maoryskiego i żołnierzami z Południa USA.
- 1944 – Brytyjczycy przeprowadzili rajd na Kåfjorden w północnej Norwegii, gdzie kotwiczył niemiecki pancernik „Tirpitz”. W wyniku bombardowania zginęło 122 członków jego załogi, 316 zostało rannych, a jednostka została ciężko uszkodzona.
- 1948:
  - Kongres Stanów Zjednoczonych przyjął ustawę wprowadzającą plan Marshalla, która weszła w życie tego samego dnia, po podpisaniu przez prezydenta Harry’ego Trumana.
  - Na południowokoreańskiej wyspie Czedżu wybuchło komunistyczne powstanie.
- 1949 – Na greckiej wyspie Rodos został podpisany izraelsko-jordański układ rozejmowy.
- 1953 – Ukazało się pierwsze wydanie amerykańskiego tygodnika „TV Guide”.
- 1954 – 25 osób zginęło w katastrofie samolotu Douglas DC-3 pod Adaną w Turcji.
- 1955 – Około 300 osób zginęło w pożarze pociągu pasażerskiego pod Guadalajarą w Meksyku.
- 1964 – Panama i USA wznowiły stosunki dyplomatyczne, zerwane 3 miesiące wcześniej po krwawych zamieszkach w strefie Kanału Panamskiego.
- 1971 – W Dublinie odbył się 16. Konkurs Piosenki Eurowizji.
- 1973 – Motorola zaprezentowała na Manhattanie w Nowym Jorku pierwszy przenośny telefon DynaTAC, będący prototypem współczesnego telefonu komórkowego.
- 1974 – Północne i środkowo-wschodnie Stany Zjednoczone nawiedziła jedna z największych w historii seria tornad, które zabiły ok. 330 osób i spowodowały straty w wysokości 3,5 miliarda dolarów.
- 1975:
  - Premiera komedii filmowej Monty Python i Święty Graal w reżyserii Terry’ego Gilliama i Terry’ego Jonesa.
  - Rosjanin Anatolij Karpow został uznany mistrzem świata przez Międzynarodową Federację Światową (FIDE) po tym, jak broniący tytułu Amerykanin Bobby Fischer nie przystąpił do meczu finałowego.
- 1976:
  - W Hadze odbył się 21. Konkurs Piosenki Eurowizji.
  - W Paryżu odbyła się pierwsza ceremonia wręczenia Cezarów.
- 1978:
  - Norweski podróżnik Thor Heyerdahl spalił w Dżibuti swoją łódź trzcinową „Tygrys”, protestując w ten sposób przeciwko konfliktom zbrojnym na Bliskim Wschodzie i w rejonie Morza Czerwonego, które utrudniały mu dokończenie kolejnej ekspedycji.
  - Odbyła się 50. ceremonia wręczenia Oscarów.
- 1979 – Wilfried Martens został premierem Belgii.
- 1981 – Brytyjczyk Adam Osborne zaprezentował pierwszy w historii przenośny komputer Osborne 1.
- 1982:
  - Dokonano oblotu samolotu pasażerskiego Airbus A310.
  - Wojna o Falklandy: wojska argentyńskie zajęły Georgię Południową.
- 1984 – Komitet wojskowy, który dokonał przewrotu w Gwinei, mianował prezydentem pułkownika Lansanę Conté.
- 1990 – Petyr Mładenow został prezydentem Bułgarii.
- 1991 – Miguel Trovoada został prezydentem Wysp Świętego Tomasza i Książęcej.
- 1992 – Ostatni komunistyczny prezydent Albanii Ramiz Alia ustąpił ze stanowiska.
- 1995 – Została utworzona rosyjska Federalna Służba Bezpieczeństwa.
- 1996:
  - W katastrofie amerykańskiego samolotu rządowego w Chorwacji zginęło 35 osób, w tym sekretarz handlu Ron Brown.
  - Został aresztowany amerykański zamachowiec Ted Kaczynski („Unabomber”).
- 1999 – Samoloty NATO zniszczyły Most Wolności na Dunaju w Nowym Sadzie.
- 2000 – Były lider bośniackich Serbów Momčilo Krajišnik został aresztowany w Pale przez francuskich żołnierzy SFOR i następnie wydany, pod zarzutem dokonania zbrodni wojennych Międzynarodowemu Trybunałowi Karnemu dla byłej Jugosławii w Hadze.
- 2004:
  - II wojna w Zatoce Perskiej: rozpoczęła się bitwa o City Hall.
  - Podczas próby aresztowania na przedmieściach Madrytu wysadziło się 5 islamskich zamachowców z 11 marca. Zginął również jeden z policjantów, a 11 zostało rannych.
- 2005 – W watykańskiej bazylice św. Piotra wystawiono na widok publiczny ciało Jana Pawła II.
- 2007:
  - Francuski pociąg TGV V150 pobił światowy rekord prędkości (574,8 km/h).
  - Hamad ibn Dżasim ibn Dżabr Al Sani został premierem Kataru.
- 2009:
  - Najib Tun Razak został premierem Malezji.
  - 14 osób zginęło (w tym napastnik), a 4 zostały ranne w strzelaninie w ośrodku dla imigrantów w Binghamton w amerykańskim stanie Nowy Jork.
- 2010 – Na swej farmie na północy RPA został zamordowany przez dwóch czarnoskórych robotników rolnych Eugène Terre’Blanche, przywódca skrajnie prawicowego ugrupowania afrykanerskiego Afrikaner Weerstandsbeweging.
- 2011 – Co najmniej 50 osób zginęło, a 120 zostało rannych w podwójnym samobójczym zamachu bombowym w mieście Dera Ghazi Khan w środkowym Pakistanie.
- 2014 – W więzieniu stanowym w Huntsville w Teksasie został stracony poprzez zastrzyk trucizny 49-letni seryjny morderca Tommy Lynn Sells.
- 2016:
  - Ahmad Ubajd ibn Daghr został premierem Jemenu.
  - Niemiecki dziennik „Süddeutsche Zeitung” ujawnił aferę Panama Papers.
- 2017 – 16 osób zginęło, a 45 zostało rannych w zamachu bombowym w metrze w Petersburgu.
- 2021 – Ouhoumoudou Mahamadou został premierem Nigru.
- 2022:
  - 6 osób zginęło, a 12 zostało rannych w strzelaninie między członkami gangów Crips i Bloods w Sacramento w Kalifornii.
  - Ubiegający się o reelekcję Aleksandar Vučić wygrał w pierwszej turze wybory prezydenckie w Serbii.

## Eksploracja kosmosu
- 1966 – Radziecka sonda Łuna 10 weszła na orbitę Księżyca, zostając jego pierwszym sztucznym satelitą.
- 1973 – Została wystrzelona radziecka stacja orbitalna Salut 2.
- 1984 – Wystrzelono statek kosmiczny Sojuz T-11 z pierwszym indyjskim kosmonautą Rakeshem Sharmą na pokładzie.

## Urodzili się
- 1367 – Henryk IV Lancaster, król Anglii (zm. 1413)
- 1439 – Ludwik II, hrabia Wirtembergii-Urach (zm. 1457)
- 1508 – Jean Dorat, francuski poeta (zm. 1588)
- 1529 – Michael Neander, niemiecki matematyk, astronom (zm. 1581)
- 1593 – George Herbert, walijski poeta (zm. 1633)
- 1634 – Stanisław Jan Jabłonowski, hetman wielki koronny, wojewoda ruski (zm. 1702)
- 1639 – Alessandro Stradella, włoski kompozytor (zm. 1682)
- 1643 – Karol V Leopold, książę Lotaryngii (zm. 1690)
- 1703 – Juan Tomás de Boxadors y Sureda de San Martín, hiszpański arystokrata, kardynał (zm. 1780)
- 1720 – Karol Fryderyk von Zehmen, niemiecki duchowny katolicki, biskup pomocniczy warmiński (zm. 1798)
- 1756 – (data chrztu) Carl Gustaf af Leopold, szwedzki poeta, prozaik, dramaturg (zm. 1829)
- 1764 – John Abernethy, brytyjski chirurg, anatom (zm. 1831)
- 1769 – Christian Günther von Bernstorff, duński i pruski polityk, dyplomata (zm. 1835)
- 1771 – Hans Nielsen Hauge, norweski kaznodzieja, reformator religijny (zm. 1824)
- 1778 – Pierre Bretonneau, francuski lekarz, chirurg, epidemiolog (zm. 1862)
- 1779 – Fryderyk Krzysztof Dietrich, polski rytownik, urzędnik pochodzenia niemieckiego (zm. 1847)
- 1783:
  - Joseph Ambrosius Geritz, niemiecki duchowny katolicki, biskup warmiński (zm. 1867)
  - Simon-Jude Honnorat, francuski przyrodnik, leksykograf (zm. 1852)
  - Washington Irving, amerykański pisarz, historyk (zm. 1859)
- 1792 – William Vane, brytyjski arystokrata, polityk (zm. 1864)
- 1793 – Dionysus Lardner, irlandzki pisarz science fiction, popularyzator nauki i technologii (zm. 1859)
- 1795 – James Oliver Van de Velde, amerykański duchowny katolicki, biskup Chicago i Natchez pochodzenia belgijskiego (zm. 1855)
- 1797 – Barthélemy Dumortier, belgijski botanik, mykolog, polityk (zm. 1878)
- 1798:
  - John Banim, irlandzki poeta, prozaik, dramaturg (zm. 1842)
  - Charles Wilkes, amerykański podróżnik, badacz polarny (zm. 1877)
- 1800 – Johann Georg Rainer, spiskoniemiecki działacz turystyczny (zm. 1872)
- 1803 – James Gamble, amerykański producent mydła pochodzenia irlandzkiego (zm. 1891)
- 1806 – Iwan Kiriejewski, rosyjski myśliciel, działacz społeczny, krytyk (zm. 1856)
- 1807 – Jane Digby, brytyjska arystokratka (zm. 1881)
- 1812 – Ludwika Maria Orleańska, francuska księżniczka, królowa Belgów (zm. 1850)
- 1814 – Ludwik Maurycy Hirszfeld, polski anatom pochodzenia żydowskiego (zm. 1876)
- 1818 – Jean-François Portaels, belgijski malarz orientalista (zm. 1895)
- 1821 – Louis Lewandowski, niemiecki kompozytor, kantor pochodzenia żydowskiego (zm. 1894)
- 1824 – Maciej Sieczka, polski przewodnik tatrzański (zm. 1897)
- 1833 – Maurice Krishaber, węgiersko-francuski laryngolog (zm. 1883)
- 1834 – Leon Grotowski, polski ziemianin, polityk (zm. 1922)
- 1838 – Izabella Lebenstein, polska klaryska (zm. 1918)
- 1841:
  - Julius Ehrentraut, niemiecki malarz, litograf (zm. 1923)
  - Hermann Karl Vogel, niemiecki astronom (zm. 1907)
- 1843 – Johann Caspar Herterich, niemiecki malarz (zm. 1905)
- 1844 – Georg Ratzinger, niemiecki duchowny katolicki, działacz socjalistyczny, polityk (zm. 1899)
- 1845 – William Farrer, australijski agronom (zm. 1906)
- 1846 – Robert Reid, brytyjski arystokrata, polityk (zm. 1923)
- 1849 – Walter Guion, amerykański prawnik, polityk, senator (zm. 1927)
- 1851:
  - Bolesław Czerwieński, polski poeta, dramaturg, publicysta, działacz socjalistyczny (zm. 1888)
  - Friedrich Pelizaeus, niemiecki neurolog, balneolog (zm. 1942)
  - Kazimierz Rojowski, polski ziemianin, polityk (zm. 1906)
  - Franciszek Terlikowski, polski filolog klasyczny, pedagog (zm. 1928)
- 1854:
  - Berthold Hatschek, austriacki zoolog (zm. 1941)
  - Artur Otton Spitzbarth, polski architekt pochodzenia kurlandzkiego (zm. 1937)
- 1855 – Tadeusz Żukotyński, polski malarz (zm. 1912)
- 1856 – Narcisa Amália, brazylijska poetka (zm. 1924)
- 1857 – Victor Douceré, francuski duchowny katolicki, misjonarz, prefekt i wikariusz apostolski Nowych Hybrydów, pisarz (zm. 1939)
- 1858:
  - Mary Harrison, amerykańska pierwsza dama (zm. 1930)
  - Albert Samain, francuski poeta, prozaik (zm. 1900)
- 1860:
  - Ulpiano Checa, hiszpański malarz, ilustrator, plakacista, rzeźbiarz (zm. 1916)
  - Frederik van Eeden, holenderski psychiatra, pisarz (zm. 1932)
- 1863 – Henry van de Velde, belgijski malarz, architekt (zm. 1957)
- 1865 – Robert MacMillan, szkocki rugbysta (zm. 1936)
- 1866 – Barry Hertzog, południowoafrykański polityk, premier Związku Południowej Afryki (zm. 1942)
- 1867 – Paweł Szymański, polski generał dywizji (zm. 1945)
- 1871:
  - Juan Tablada, meksykański prozaik, poeta (zm. 1945)
  - Wincenty Tymieniecki, polski duchowny katolicki, biskup łódzki (zm. 1934)
- 1872 – Arthur Byron, amerykański aktor (zm. 1943)
- 1874 – Karol Paweł Rostworowski, polski kompozytor (zm. 1927)
- 1875 – Wincenty Hermanowski, polski samorządowiec, prezydent Białegostoku (zm. 1947)
- 1876 – Tomáš Baťa, czeski przemysłowiec (zm. 1932)
- 1877 – Joseph Laurent Philippe, luksemburski duchowny katolicki, biskup Luksemburga (zm. 1956)
- 1878 – Manuel de Jesús Troncoso de la Concha, dominikański prawnik, adwokat, wykładowca akademicki, polityk, wiceprezydent i prezydent Dominikany (zm. 1955)
- 1879 – Gebhard Utinger, szwajcarski architekt, malarz, grafik, rzeźbiarz (zm. 1960)
- 1880 – Otto Weininger, austriacki filozof pochodzenia żydowskiego (zm. 1903)
- 1881 – Alcide De Gasperi, włoski polityk, premier Włoch (zm. 1954)
- 1885:
  - Allan Dwan, kanadyjski reżyser filmowy (zm. 1981)
  - Harry St. John Philby, brytyjski arabista, podróżnik, pisarz, agent wywiadu (zm. 1960)
- 1886:
  - Stefan Aleksander Okrzeja, polski działacz robotniczy (zm. 1905)
  - Władysław Tatarkiewicz, polski filozof, estetyk, etyk, historyk filozofii i sztuki (zm. 1980)
- 1887 – Stefan Frankowski, polski kontradmirał (zm. 1940)
- 1888 – Marcel Lehoux, francuski kierowca wyścigowy (zm. 1936)
- 1889:
  - Marian Januszajtis-Żegota, polski generał dywizji (zm. 1973)
  - Lidia Sejfulina, rosyjska pisarka (zm. 1954)
- 1890:
  - Pēteris Oliņš, łotewski urzędnik państwowy, dyplomata (zm. 1964)
  - Wanda Szuman, polska pedagog, działaczka społeczna (zm. 1994)
  - Mario Zanin, włoski duchowny katolicki (zm. 1958)
- 1892 – Hans Rademacher, amerykański matematyk, wykładowca akademicki pochodzenia niemieckiego (zm. 1969)
- 1893:
  - Leslie Howard, brytyjski aktor, reżyser filmowy (zm. 1943)
  - Ryszard Konopka, polski przedsiębiorca, oficer, kawaler Orderu Virtuti Militari (zm. 1958)
  - Jan Spychalski, polski malarz, biograf, publicysta (zm. 1946)
- 1894 – Maria od Aniołów Ginard Martí, hiszpańska zakonnica, męczennica, błogosławiona (zm. 1936)
- 1895:
  - Ryszard Biske, polski reżyser i producent filmowy (zm. 1938)
  - Mario Castelnuovo-Tedesco, włoski kompozytor (zm. 1968)
  - Luigi Traglia, włoski kardynał (zm. 1977)
- 1896:
  - Józef Czapski, polski major, pisarz, malarz (zm. 1943)
  - Wanda Moszczeńska, polska historyk, wykładowczyni akademicka (zm. 1974)
- 1898:
  - Michel de Ghelderode, belgijski dramaturg, prozaik, poeta (zm. 1962)
  - George Jessel, amerykański aktor, komik, producent filmowy (zm. 1981)
- 1900:
  - Kamil Szamun, libański polityk, prezydent Libanu (zm. 1987)
  - Albert Walsh, kanadyjski polityk (zm. 1958)
  - Antoni Żuliński, polski aktor (zm. 1973)
- 1901 – Nikołaj Sieliwanowski, radziecki generał porucznik, funkcjonariusz organów bezpieczeństwa (zm. 1997)
- 1902:
  - Reinhard Gehlen, niemiecki generał (zm. 1979)
  - Otto Winzer, niemiecki działacz komunistyczny, polityk (zm. 1975)
- 1903:
  - Nilo Murtinho Braga, brazylijski piłkarz (zm. 1975)
  - Bobby Marshall, angielski piłkarz, trener (zm. 1963)
  - Leon Stasiewski, polski harcerz, gimnazjalista (zm. 1920)
  - Stefan Witkowski, polski inżynier, projektant, wynalazca, działacz konspiracyjny (zm. 1942)
- 1904:
  - Ludwik Bandura, polski pedagog (zm. 1984)
  - Maria Wiłkomirska, polska pianistka, pedagog (zm. 1995)
- 1908:
  - Mieczysław Cena, polski profesor nauk weterynaryjnych (zm. 1990)
  - Feliks Pisula, polski polityk, poseł na Sejm PRL, minister przemysłu spożywczego i skupu (zm. 1995)
  - Anna Sipos, węgierska tenisistka stołowa (zm. 1988)
- 1911:
  - Tokiharu Abe, japoński ichtiolog (zm. 1996)
  - Stanisława Walasiewicz, polska lekkoatletka, sprinterka (zm. 1980)
- 1912:
  - Jean Darrouzès, francuski asumpcjonista, historyk, bizantynolog (zm. 1990)
  - Leon Kunys, polski rzemieślnik, polityk, poseł na Sejm PRL (zm. 1991)
  - Mauro Racca, włoski szablista (zm. 1977)
- 1913:
  - Per Borten, norweski polityk, premier Norwegii (zm. 2005)
  - Peter Coke, brytyjski aktor, pisarz (zm. 2008)
- 1914:
  - Edmund Banasikowski, polski żołnierz AK, major, działacz społeczny (zm. 2010)
  - Kay Stammers, brytyjska tenisistka (zm. 2005)
- 1915:
  - Piet de Jong, holenderski polityk, premier Holandii (zm. 2016)
  - Paul Touvier, francuski szef pronazistowskiej milicji, zbrodniarz wojenny (zm. 1996)
- 1917 – Edward Rowny, amerykański generał porucznik, doradca ds. wojskowych (zm. 2017)
- 1918:
  - Mary Anderson, amerykańska aktorka (zm. 2014)
  - Ołeś Honczar, ukraiński pisarz (zm. 1995)
  - Heini Klopfer, niemiecki skoczek narciarski, architekt (zm. 1968)
- 1919:
  - Ervin Drake, amerykański autor tekstów piosenek (zm. 2015)
  - Myles McKeon, australijski duchowny katolicki pochodzenia irlandzkiego, biskup Bunbury (zm. 2016)
- 1920:
  - Iwan Demianiuk, ukraiński zbrodniarz wojenny (zm. 2012)
  - Jurij Nagibin, rosyjski pisarz (zm. 1994)
- 1921:
  - Maria Beiger, polska entomolog, wykładowczyni akademicka (zm. 2007)
  - Anna Jenke, polska harcerka, pedagog, pisarka, działaczka społeczna, Służebnica Boża (zm. 1975)
  - Jan Sterling, amerykańska aktorka (zm. 2004)
  - Władysław Śliwiński, polski porucznik pilot (zm. 1951)
- 1922:
  - Doris Day, amerykańska aktorka, piosenkarka, działaczka społeczna pochodzenia niemieckiego (zm. 2019)
  - Məmmədəli Hüseynov, azerbejdżański archeolog, doktor nauk historycznych (zm. 1994)
  - Carlo Lizzani, włoski reżyser filmowy (zm. 2013)
- 1923:
  - Leon Niedzielski, polski leśnik (zm. 2010)
  - Swietozar Rusakow, rosyjski rysownik, twórca filmów animowanych (zm. 2006)
  - Chuck Weyant, amerykański kierowca wyścigowy (zm. 2017)
- 1924:
  - Marlon Brando, amerykański aktor (zm. 2004)
  - Jan Soszyński, polski żołnierz, uczestnik powstania warszawskiego (zm. 1944)
- 1925:
  - Tony Benn, brytyjski polityk (zm. 2014)
  - André Giraud, francuski polityk (zm. 1997)
- 1926:
  - Walentin Falin, rosyjski dyplomata  (zm. 2018)
  - Virgil Grissom, amerykański pilot wojskowy, astronauta (zm. 1967)
  - Erazm Kuźma, polski pisarz, krytyk literacki (zm. 2014)
  - Ryszard Zieliński, polski pisarz (zm. 1994)
- 1927:
  - Mark Blaug, brytyjsko-holenderski ekonomista (zm. 2011)
  - Arne Johansen, norweski łyżwiarz szybki (zm. 2013)
  - Éva Székely, węgierska pływaczka (zm. 2020)
- 1928:
  - Edward Barszcz, polski polityk, minister budownictwa i przemysłu materiałów budowlanych, prezydent Krakowa (zm. 1981)
  - Kevin Hagen, amerykański aktor (zm. 2005)
  - Cheikh Hamidou Kane, senegalski pisarz
  - Colin Kapp, brytyjski pisarz science fiction (zm. 2007)
  - Earl Lloyd, amerykański koszykarz (zm. 2015)
- 1929 – Poul Schlüter, duński prawnik, polityk, eurodeputowany, premier Danii (zm. 2021)
- 1930:
  - Lawton Chiles, amerykański polityk, senator (zm. 1998)
  - Anna Hofmokl-Radomska, polska stomatolog, siatkarka, lekkoatletka, wieloboistka (zm. 2022)
  - Helmut Kohl, niemiecki polityk, kanclerz Niemiec (zm. 2017)
  - Artur Kopański, polski polityk, poseł na Sejm PRL (zm. 2003)
  - Wasilij Taratuta, radziecki polityk, dyplomata (zm. 2008)
  - Donat Tylman, polski ortopeda, wykładowca akademicki (zm. 1998)
- 1931:
  - Ryszard Bitner, polski pilot szybowcowy (zm. 1953)
  - Krystyna Dobosiewicz, polska ortopeda, traumatolog, wykładowczyni akademicka (zm. 2007)
  - Leokadia Migielska, polska reżyserka i scenarzystka filmowa (zm. 2017)
- 1932:
  - William Disney, amerykański łyżwiarz szybki (zm. 2009)
  - Irma Johansson, szwedzka biegaczka narciarska
  - John Neal, angielski piłkarz, trener (zm. 2014)
  - Wojciech Sadley, polski artysta (zm. 2023)
  - Marian Spychała, polski żużlowiec, trener (zm. 2015)
  - Michaił Szatrow, rosyjski dramaturg (zm. 2010)
- 1933:
  - Valéria Gyenge, węgierska pływaczka
  - Gilberto Penayo, paragwajski piłkarz (zm. 2020)
  - Anna Rodzińska, polska rzeźbiarka
- 1934:
  - Jane Goodall, brytyjska biolog
  - Helen Hanft, amerykańska aktorka (zm. 2013)
  - Pina Pellicer, meksykańska aktorka (zm. 1964)
- 1935:
  - Harold Kushner, amerykański rabin, filozof, pisarz (zm. 2023)
  - Władimir Szuralow, rosyjski generał (zm. 2020)
- 1936:
  - Stanisław Chaciński, polski pisarz (zm. 1990)
  - Reginald Hill, brytyjski pisarz (zm. 2012)
  - Bolko Hochberg von Pless, niemiecki arystokrata, książę pszczyński (zm. 2022)
  - Juliusz Rawicz, polski dziennikarz (zm. 2013)
  - Wiktor Wyłkow, bułgarski dyplomata, polityk, wicepremier, minister spraw zagranicznych (zm. 2022)
- 1937:
  - Iwan Antanowicz, białorusko-rosyjski językoznawca, filozof, polityk
  - Lawrence Dane, kanadyjski aktor (zm. 2022)
  - Adriana Elini-Xhajanka, albańska reżyserka (zm. 1994)
  - Maciej Wierzyński, polski dziennikarz, publicysta
  - Aleksandra Zawieruszanka, polska aktorka
- 1938:
  - Brian Brett, angielski żużlowiec (zm. 2006)
  - Bas Maliepaard, holenderski kolarz torowy i szosowy (zm. 2024)
- 1939 – Jacek Stachlewski, polski operator filmowy (zm. 2008)
- 1940:
  - Magdalena Celówna, polska aktorka
  - Marian Glinkowski, polski reżyser teatralny, animator kultury (zm. 2014)
  - Francesco Nucara, włoski architekt, dziennikarz, polityk (zm. 2022)
- 1941:
  - Danuta Abramowicz, polska tancerka, choreografka, pedagog
  - Jan Berry, amerykański muzyk, członek zespołu Jan & Dean (zm. 2004)
  - Eric Braeden, niemiecko-amerykański aktor
  - Joseph Fielding McConkie, amerykański teolog i misjonarz (zm. 2013)
  - Vinko Pintarić, chorwacki seryjny morderca (zm. 1991)
  - Salvador Sadurní, hiszpański piłkarz, bramkarz narodowości katalońskiej
- 1942:
  - Marsha Mason, amerykańska aktorka
  - McCoy McLemore, amerykański koszykarz (zm. 2009)
  - Wayne Newton, amerykański piosenkarz, aktor
  - Marek Perepeczko, polski aktor (zm. 2005)
  - Billy Joe Royal, amerykański piosenkarz (zm. 2015)
- 1943:
  - Jonathan Lynn, brytyjski aktor, reżyser i scenarzysta filmowy
  - Carlos Alberto Montaner, kubański dziennikarz, pisarz, dysydent (zm. 2023)
  - Jean-Louis Tauran, francuski kardynał, kamerling (zm. 2018)
- 1944:
  - Lamberto Bava, włoski reżyser filmowy
  - Tony Orlando, amerykański piosenkarz
- 1945:
  - Wim Deetman, holenderski polityk, samorządowiec, burmistrz Hagi
  - Gail Sherriff Chanfreau, francusko-australijska tenisistka
  - Catherine Spaak, belgijska aktorka (zm. 2022)
- 1946:
  - Marisa Paredes, hiszpańska aktorka (zm. 2024)
  - Hanna Suchocka, polska polityk, premier RP, minister sprawiedliwości, dyplomata
- 1947:
  - Helena Chodkowska, polska pedagog, polityk, poseł na Sejm PRL (zm. 2006)
  - Drita Haxhiraj, albańska aktorka
  - Billy Hayes, amerykański pisarz, aktor, reżyser
  - Rabbie Namaliu, papuański historyk, polityk, minister spraw zagranicznych, premier Papui-Nowej Gwinei (zm. 2023)
  - Pat Proft, amerykański scenarzysta filmowy
  - Władysław Raiter, polski lekarz weterynarii, polityk, poseł na Sejm RP
- 1948:
  - Jaap de Hoop Scheffer, holenderski polityk, sekretarz generalny NATO
  - Gerd Lochmann, niemiecki lekkoatleta, kulomiot
  - Garrick Ohlsson, amerykański pianista
  - Carlos Salinas de Gortari, meksykański ekonomista, polityk, prezydent Meksyku
  - Hans-Georg Schwarzenbeck, niemiecki piłkarz
- 1949:
  - Rolf Andreassen, norweski wioślarz
  - Tadeusz Drozda, polski satyryk, artysta kabaretowy, aktor, konferansjer
  - Michel Husson, francuski ekonomista marksistowski
  - Lech Koziejowski, polski florecista
  - Richard Thompson, brytyjski wokalista, gitarzysta, kompozytor, członek zespołu Fairport Convention
  - Aleksandyr Tomow, bułgarski zapaśnik
  - Oscar Valdés, peruwiański wojskowy, polityk, premier Peru
  - Daniela Zabłocka, polska aktorka, piosenkarka, kompozytorka, autorka tekstów
- 1950:
  - Claudiomiro, brazylijski piłkarz (zm. 2018)
  - Wiera Krasnowa, rosyjska łyżwiarka szybka
  - Romuald Lipko, polski muzyk, kompozytor, multiinstrumentalista, członek zespołu Budka Suflera (zm. 2020)
- 1951:
  - Guillermo Afable, filipiński duchowny katolicki, biskup Digos
  - Bonifacy Dymarczyk, polski aktor, reżyser teatralny, pieśniarz, kabareciarz (zm. 2003)
  - Peter Nieuwenhuis, holenderski kolarz torowy
- 1952:
  - David Carter, nowozelandzki polityk
  - Sad al-Katatni, egipski polityk islamski
  - Ryszard Kędra, polski technik energetyk, polityk, poseł na Sejm RP
  - Wiaczesław Lemieszew, rosyjski bokser (zm. 1996)
  - Ueli Müller, szwajcarski kolarz przełajowy
  - Rimantas Sinkevičius, litewski inżynier, polityk, samorządowiec
- 1953:
  - Dietrich Kampf, niemiecki skoczek narciarski
  - Jerzy Szymik, polski duchowny katolicki, poeta
  - Stanisław Witaszczyk, polski samorządowiec, marszałek województwa łódzkiego
- 1954:
  - Eliasz (Bykow), rosyjski biskup prawosławny
  - Rolf Hilgenfeld, norweski biochemik, wykładowca akademicki (zm. 2025)
  - Nico Landeweerd, holenderski piłkarz wodny
  - Krzysztof Ptak, polski operator filmowy (zm. 2016)
- 1955:
  - Tomas Arana, amerykański aktor
  - Lorenzo Ghizzoni, włoski duchowny katolicki, arcybiskup Rawenny
- 1956:
  - Miguel Bosé, hiszpański piosenkarz, kompozytor, aktor, reżyser
  - Maciej Drygas, polski dokumentalista, reżyser filmowy i radiowy, scenarzysta
  - Jordan Mitkow, bułgarski sztangista
  - Eduardo Zaplana, hiszpański prawnik, samorządowiec, polityk
- 1957:
  - Dżamal al-Dżamal, pakistański dyplomata (zm. 2014)
  - Charles Jones, amerykański koszykarz
  - Mariusz Leszczyński, polski duchowny katolicki, biskup pomocniczy zamojsko-lubaczowski
  - Hanna Marcinkowska, polska lekkoatletka, skoczkini w dal
  - Michalis Rakindzis, grecki piosenkarz
- 1958:
  - Alec Baldwin, amerykański aktor, reżyser, scenarzysta i producent filmowy, teatralny i telewizyjny
  - Peter Norman, szwedzki ekonomista, polityk
  - David Ragsdale, amerykański skrzypek, członek zespołu Kansas
  - Ryszard Żarowski, polski gitarzysta
- 1959:
  - Shane Connor, australijski aktor, reżyser, scenarzysta
  - Ēriks Jēkabsons, łotewski pastor, polityk
  - David Hyde Pierce, amerykański aktor
- 1960:
  - Ewa Draus, polska socjolog, polityk, wojewoda podkarpacki
  - Arjen Lucassen, holenderski kompozytor
  - Yu Hua, chiński pisarz
- 1961:
  - Ricardo Baccay, filipiński duchowny katolicki, biskup Alaminos
  - Edward Highmore, brytyjski aktor
  - Zbigniew Kozak, polski inżynier elektryk, polityk, poseł na Sejm RP
  - Ołeksij Kuczerenko, ukraiński przedsiębiorca, polityk
  - Michael Ludwig, austriacki polityk, burmistrz Wiednia
  - Angelo Mazzoni, włoski szpadzista
  - Eddie Murphy, amerykański aktor
- 1962:
  - Robert Raczyński, polski samorządowiec, prezydent Lubina
  - Jennifer Rubin, amerykańska aktorka
  - Roberto Succo, włoski seryjny morderca (zm. 1988)
- 1963:
  - Anne Minter, australijska tenisistka
  - Stewo Pendarowski, macedoński polityk, prezydent Macedonii Północnej
  - Margarita Wojska, bułgarska szachistka
- 1964:
  - Marco Ballotta, włoski piłkarz, bramkarz
  - Jean-Jacques Conceição, angolski koszykarz
  - Nigel Farage, brytyjski polityk
  - Sebastião Lima Duarte, brazylijski duchowny katolicki, biskup Caxias do Maranhão
  - Enric Morera i Català, hiszpański prawnik, polityk
  - Bjarne Riis, duński kolarz szosowy
  - Jelena Ruzina, rosyjska lekkoatletka, sprinterka
- 1965:
  - Mirosław Jaworski, polski szachista
  - Katsumi Ōenoki, japoński piłkarz
  - Jan Vapaavuori, fiński prawnik, polityk, samorządowiec, burmistrz Helsinek
- 1966:
  - Aleksiej Barsow, uzbecki szachista
  - Rémi Garde, francuski piłkarz, trener
  - José Luis Salgado, meksykański piłkarz
- 1967:
  - Ewa Bakalarska, polska aktorka
  - Pervis Ellison, amerykański koszykarz
  - Kathrin Haacker, niemiecka wioślarka
  - Piotr Szarłacki, polski dziennikarz muzyczny
- 1968:
  - Sebastian Bach, kanadyjski wokalista, autor tekstów piosenek, aktor
  - Charlotte Coleman, brytyjska aktorka (zm. 2001)
  - Ihor Jeremejew, ukraiński przedsiębiorca, polityk (zm. 2015)
  - Kevin Little, amerykański lekkoatleta, sprinter
  - Maggy Moreno, andorska lekkoatletka, skoczkini wzwyż
- 1969:
  - Clotilde Courau, francuska aktorka
  - Ben Mendelsohn, australijski aktor
  - Salvador Sedó, kataloński i hiszpański polityk
- 1970:
  - Marco Corbelli, włoski didżej (zm. 2007)
  - James MacDonough, amerykański basista, kompozytor
  - Szuchrat Safin, uzbecki szachista (zm. 2009)
- 1971:
  - Vitālijs Astafjevs, łotewski piłkarz
  - Emmanuel Collard, francuski kierowca wyścigowy
  - Ze’ew Elkin, izraelski polityk
  - Dace Melbārde, łotewska historyk, polityk, minister kultury, eurodeputowana
  - Robert da Silva Almeida, brazylijski piłkarz
  - Jonathan Stark, amerykański tenisista
  - Picabo Street, amerykańska narciarka alpejska
  - Asłambiek Wadałow, czeczeński bojownik
  - Anastasija Zaworotniuk, rosyjska aktorka (zm. 2024)
- 1972:
  - Richard Appora, środkowoafrykański duchowny katolicki, biskup Bambari
  - Jennie Garth, amerykańska aktorka
  - Lars Korten, niemiecki aktor
  - Đula Mešter, serbski siatkarz pochodzenia węgierskiego
  - Lola Pagnani, włoska aktorka
  - Dmytro Szutkow, ukraiński piłkarz, bramkarz, trener
  - Sandrine Testud, francuska tenisistka
  - Gervatius Uri Khob, namibijski piłkarz
- 1973:
  - Jamie Bamber, brytyjski aktor
  - Damian Bartyla, polski działacz piłkarski, samorządowiec, prezydent Bytomia
  - Prabhu Deva, indyjski aktor, reżyser, piosenkarz, tancerz, choreograf
  - Marek Kincl, czeski piłkarz
  - Chie Miyoshi, japońska lekkoatletka, tyczkarka
  - Cédric Seguin, francuski szablista
  - Adam Scott, amerykański aktor, komik, reżyser, producent
  - Igor Simutienkow, rosyjski piłkarz
  - Bill Zadick, amerykański zapaśnik
- 1974:
  - Argjend Beqiri, macedoński piłkarz, trener pochodzenia albańskiego
  - Marcus Brown, amerykański koszykarz
  - Juan Carlos Londoño, kolumbijski duchowny katolicki, biskup pomocniczy Quebecu
  - Mounir al Motassadeq, marokański terrorysta
  - Micha’el Oratowski, izraelski szachista
  - Tomasz Plata, polski dziennikarz, teatrolog, pisarz, kurator
  - Dobrosława Szumiło-Kulczycka, polska prawnik, adwokat, wykładowczyni akademicka
  - Ricardo Rodriguez, hiszpański piłkarz, trener
- 1975:
  - Michael Olowokandi, nigeryjski koszykarz
  - Spiller, włoski didżej
  - Kōji Uehara, japoński baseballista
- 1976:
  - Ulrika Babiaková, słowacka astronom (zm. 2002)
  - Nicolas Escudé, francuski tenisista
  - Mariana Gajá, meksykańska aktorka
  - Luis Guadalupe, peruwiański piłkarz
  - Dan Lewis, kanadyjski siatkarz
  - Olga Morawska, polska podróżniczka, pisarka
  - Claus Mørch, norweski szpadzista
  - Michal Václavík, czeski piłkarz, bramkarz
- 1977:
  - Alen Avdić, bośniacki piłkarz
  - Lounès Bendahmane, algierski piłkarz
  - Hussein Fatal, amerykański raper (zm. 2015)
  - César Martín, hiszpański piłkarz
  - Birgit Minichmayr, austriacka aktorka
- 1978:
  - Tim Cornelisse, holenderski piłkarz
  - Matthew Goode, brytyjski aktor
  - Michael Gravgaard, duński piłkarz
  - Tommy Haas, niemiecki tenisista
  - Daniela Inchausti, argentyńska lekkoatletka, tyczkarka
  - Māris Krakops, łotewski szachista
  - Karyme Lozano, argentyńska aktorka
  - Ewelina Pruszko, polska zapaśniczka
  - John Smit, południowoafrykański rugbysta
- 1979:
  - Naif Al-Kadi, saudyjski piłkarz
  - Zoumana Camara, francuski piłkarz pochodzenia malijskiego
  - Juvenal Edjogo-Owono, piłkarz z Gwinei Równikowej
  - Grégoire, francuski piosenkarz, kompozytor, autor tekstów
  - Saša Ognenovski, australijski piłkarz pochodzenia macedońskiego
  - Steve Simonsen, angielski piłkarz, bramkarz
  - Wojciech Wysocki, polski judoka, trener
- 1980:
  - Johan Brunström, szwedzki tenisista
  - Joanna Pach, polska aktorka
  - Magdalena Popławska, polska aktorka
  - Dewi Sandra, indonezyjska piosenkarka, aktorka
- 1981:
  - Marzena Diakun, polska dyrygentka
  - Niu Jianfeng, chińska tenisistka stołowa
  - Viktor Petrók, węgierski piłkarz
  - Péter Rajczi, węgierski piłkarz
  - DeShawn Stevenson, amerykański koszykarz
- 1982:
  - Karol Beck, słowacki tenisista
  - Sofia Boutella, francuska tancerka, modelka, aktorka
  - Fler, niemiecki raper
  - Dariusz Olejniczak, polski rugbysta
  - Ruben Schaken, holenderski piłkarz
  - Cobie Smulders, kanadyjska aktorka
- 1983:
  - Dejan Bojović, serbski siatkarz
  - Ben Foster, angielski piłkarz, bramkarz
  - Tamás Iváncsik, węgierski piłkarz ręczny
  - Matej Žagar, słoweński żużlowiec
- 1984:
  - Ismaël Alassane, nigerski piłkarz
  - Selina Gasparin, szwajcarska biathlonistka
  - Szaren Haskel, izraelska działaczka społeczna, polityk
  - Maxi López, argentyński piłkarz
  - Jakub Molęda, polski piosenkarz
  - Łukasz Perłowski, polski siatkarz
  - Marta Stachowska, polska piłkarka
- 1985:
  - Osmay Acosta, kubański bokser
  - Atif Bashir, pakistański piłkarz
  - Leanna Carriere, kanadyjska lekkoatletka, tyczkarka
  - Vlastimir Jovanović, bośniacki piłkarz
  - Jari-Matti Latvala, fiński kierowca rajdowy
  - Leona Lewis, brytyjska piosenkarka, kompozytorka, autorka tekstów
  - Tomi Nybäck, fiński szachista
  - Armintie Price, amerykańska koszykarka, trenerka
- 1986:
  - Sarai Álvarez, portorykańska siatkarka
  - Amanda Bynes, amerykańska aktorka
  - Louis-Pierre Mainville, kanadyjski siatkarz
  - Emmanuel Mathias, togijski piłkarz
  - Anna Ogarzyńska, polska narciarka alpejska
  - Marta Wrzesińska, polska siatkarka
- 1987:
  - Oussama Darragi, tunezyjski piłkarz
  - Martyn Rooney, brytyjski lekkoatleta, sprinter
  - Julián Simón, hiszpański motocyklista wyścigowy
  - Benjamin Stone, brytyjski aktor
- 1988:
  - Jonas Alaska, norweski piosenkarz
  - Jaralla Al-Marri, katarski piłkarz
  - Aleksandra Jabłonka, polska piosenkarka
  - Tim Krul, holenderski piłkarz, bramkarz
- 1989:
  - Romain Alessandrini, francuski piłkarz
  - Matija Duh, słoweński żużlowiec (zm. 2013)
  - Zsuzsanna Jakabos, węgierska pływaczka
- 1990:
  - Karim Ansarifard, irański piłkarz
  - Madison Brengle, amerykańska tenisistka
  - Tamer Haj Mohamad, syryjski piłkarz
  - Lovre Kalinić, chorwacki piłkarz, bramkarz
  - Alfredo Mejía, honduraski piłkarz
  - Sotiris Ninis, grecki piłkarz
  - Kateryna Rymarenko, ukraińska koszykarka
  - Dorothea Wierer, włoska biathlonistka
- 1991:
  - Ibrahima Conté, gwinejski piłkarz
  - Markus Eisenbichler, niemiecki skoczek narciarski
  - Blair Evans, australijska pływaczka
  - Jonathan Guerreiro, australijsko-rosyjski łyżwiarz figurowy pochodzenia portugalskiego
  - Hayley Kiyoko, amerykańska aktorka, piosenkarka, tancerka pochodzenia japońskiego
  - Darya Reznichenko, uzbecka lekkoatletka, skoczkini w dal
  - Jurij Uryczew, rosyjski hokeista (zm. 2011)
- 1992:
  - Ana Bjelica, serbska siatkarka
  - Juan Cazares, ekwadorski piłkarz
  - Michał Chrapek, polski piłkarz
  - Julija Jefimowa, rosyjska pływaczka
  - Roderick Miller, panamski piłkarz
- 1993:
  - Adam Domogała, polski hokeista
  - Louis Fenton, nowozelandzki piłkarz
  - Moussa Konaté, senegalski piłkarz
  - Whitney Little, amerykańska siatkarka
  - Marta Orłowska, polska skeletonistka
  - Angelika Stępień, polska lekkoatletka, sprinterka
  - Konstandinos Triandafilopulos, grecki piłkarz
- 1994:
  - Feng Bin, chińska lekkoatletka, dyskobolka
  - Josip Radošević, chorwacki piłkarz
  - Srbuk, armeńska piosenkarka
  - Paweł Tarnowski, polski windsurfer, kitesurfer
- 1995:
  - Sara Balzer, francuska szablistka
  - Cristian Espinoza, argentyński piłkarz
  - Paweł Gąsiorek, polski piłkarz ręczny
  - Alexandra Holston, amerykańska siatkarka
  - Kodi Justice, amerykański koszykarz
  - Adrien Rabiot, francuski piłkarz
  - Andrea Vötter, włoska saneczkarka
  - Derrick Walton, amerykański koszykarz
  - William, brazylijski piłkarz
- 1996:
  - Ibrahima Conté, gwinejski piłkarz
  - Mayo Hibi, japońska tenisistka
  - Lee Chih-kai, tajwański gimnastyk
  - Sori Mané, piłkarz z Gwinei Bissau
  - Fabián Ruiz, hiszpański piłkarz
  - Jacob Stockdale, północnoirlandzki rugbysta
  - Arsen Śliwiński, polski kajakarz
- 1997:
  - Conrado Buchanelli Holz, brazylijski piłkarz
  - Hilary Honorine, francuska zapaśniczka
  - Gabriel Jesus, brazylijski piłkarz
  - Zhao Xintong, chiński snookerzysta
- 1998:
  - Pablo Arboine, kostarykański piłkarz
  - Wout Faes, belgijski piłkarz
  - Paris Jackson, amerykańska aktorka, modelka, aktywistka
  - Dušan Marković, serbski piłkarz, bramkarz
  - Max Purcell, australijski tenisista
  - Roberts Uldriķis, łotewski piłkarz
- 1999:
  - Mark Donovan, brytyjski kolarz szosowy
  - Moussa Kamara, gambijski piłkarz
  - Mert Müldür, turecki piłkarz
  - Bruno Onyemaechi, nigeryjski piłkarz
  - Gieorgij Riewija, gruziński łyżwiarz figurowy
  - Adrianna Sułek-Schubert, polska lekkoatletka, wieloboistka
  - Jarred Vanderbilt, amerykański koszykarz
- 2000 – Christina Carreira, amerykańska łyżwiarka figurowa pochodzenia kanadyjskiego
- 2001:
  - Justus Henkes, amerykański snowboardzista
  - Ashima Shiraishi, amerykańska wspinaczka sportowa pochodzenia japońskiego
- 2003:
  - Eddy Le Huitouze, francuski kolarz szosowy i torowy
  - Pablo Torre, hiszpański piłkarz
- 2004:
  - Matías Abaldo, urugwajski piłkarz
  - Gonzalo Bueno, peruwiański tenisista
- 2007 – Diego León, paragwajski piłkarz

## Zmarli
- 886 – (lub 4 kwietnia) Józef Hymnograf, sycylijski artysta, uczony, poeta, święty (ur. ok. 816)
- 963 – Wilhelm III Jasnowłosy, książę Akwitanii (ur. 915)
- 1081 (lub 82) – (lub 2 kwietnia) Bolesław II Szczodry (Śmiały), król Polski (ur. ok. 1042)
- 1171 – Philippe de Milly, wielki mistrz zakonu templariuszy (ur. ?)
- 1203 – Artur I Plantagenet, książę Bretanii, hrabia Andegawenii (ur. 1187)
- 1253 – Ryszard de Wyche, angielski duchowny katolicki, biskup Chichester, święty (ur. 1197)
- 1260 – Gandulf z Binasco, włoski franciszkanin, eremita, błogosławiony (ur. ?)
- 1287 – Honoriusz IV, papież (ur. 1210)
- 1350 – Odon IV, książę Burgundii (ur. 1295)
- 1423 – Ludovico Fieschi, włoski kardynał (ur. ?)
- 1441 – Blanka I, królowa Nawarry, księżna Asturii (ur. 1391)
- 1525:
  - Giovanni di Bernardo Rucellai, włoski humanista, poeta, dramaturg (ur. 1475)
  - Jan Konarski, polski duchowny katolicki, biskup krakowski (ur. ok. 1447)
- 1538 – Elżbieta Howard, angielska arystokratka (ur. ok. 1480)
- 1540 – Garcia de Noronha, portugalski podróżnik, administrator kolonialny (ur. 1480)
- 1546 – Jakub Berab, rabin z Safedu (ur. 1474)
- 1549 – Ascanio Parisani, włoski kardynał (ur. ?)
- 1582 – Katsuyori Takeda, japoński samuraj (ur. 1546)
- 1600 – Stanisław Reszka, polski duchowny katolicki, opat jędrzejowski, kanonik warmiński, pisarz, dyplomata, sekretarz królewski, protonotariusz apostolski (ur. 1544)
- 1602 – Simone Simoni, włoski lekarz, filozof, pisarz (ur. 1532)
- 1680 – Śiwadźi, cesarz Imperium Marathów w Indiach (ur. 1627)
- 1682 – Bartolomé Esteban Murillo, hiszpański malarz (ur. 1617)
- 1688 – Cosimo Fancelli, włoski rzeźbiarz (ur. ok. 1620)
- 1691 – Jean Petitot, francusko-szwajcarski malarz (ur. 1607)
- 1693 – La Grande Mademoiselle, francuska księżna, pamiętnikarka (ur. 1627)
- 1695 – Melchior de Hondecoeter, holenderski malarz (ur. ok. 1636)
- 1698 – Jan František Kryštof z Talmberka, czeski duchowny katolicki, biskup hradecki (ur. 1644)
- 1702:
  - Francisco Antonio de Borja-Centelles y Ponce de León, hiszpański duchowny katolicki, biskup Calahorry, kardynał (ur. 1659)
  - Stanisław Jan Jabłonowski, hetman wielki koronny, wojewoda ruski (ur. 1634)
- 1706 – Ferdynand II Hohenstein, niemiecki arystokrata (ur. 1681 lub 1682)
- 1707 – Drobysz Tuszyński, polski pamiętnikarz (ur. 1640)
- 1718 – Jacques Ozanam, francuski matematyk, pedagog (ur. 1640)
- 1725 – Cornelius Steenoven, holenderski duchowny starokatolicki, arcybiskup Utrechtu (ur. 1661)
- 1733 – Václav Render, czeski kamieniarz, rzeźbiarz, architekt (ur. 1669)
- 1747 – Francesco Solimena, włoski malarz, rysownik (ur. 1657)
- 1760 – Jacob Benignus Winslow, duński chirurg, anatom (ur. 1669)
- 1761 – (data pogrzebu) Christian Ferdinand Abel, niemiecki gambista, wiolonczelista (ur. 1682)
- 1762 – Thomas Frye, anglo-irlandzki malarz (ur. 1710)
- 1769 – John Spilsbury, brytyjski kartograf, rytownik, wynalazca puzzli (ur. 1739)
- 1773 – Hadam Bohuchwał Šěrach, łużycki duchowny protestancki, pszczelarz (ur. 1724)
- 1777 – Gabriel Podoski, polski duchowny katolicki, arcybiskup gnieźnieński i prymas Polski (ur. 1719)
- 1787 – Tommaso Maria Ghilini, włoski kardynał, nuncjusz apostolski (ur. 1718)
- 1792 – George Pocock, brytyjski admirał (ur. 1706)
- 1799 – Wawrzyniec Pak Chwi-deuk, koreański męczennik i błogosławiony katolicki (ur. ok. 1766)
- 1804 – Jędrzej Kitowicz, polski duchowny katolicki, historyk, pamiętnikarz, uczestnik konfederacji barskiej (ur. 1727 lub 28)
- 1813 – Friederike Brion, Niemka, młodzieńcza miłość Johann Wolfgang von Goethego (ur. 1752)
- 1827 – Ernst Chladni, niemiecki fizyk, geolog (ur. 1756)
- 1830 – François Barthélemy, francuski arystokrata, dyplomata, polityk (ur. 1747)
- 1832 – Jean-Baptiste de Martignac, francuski polityk, premier Królestwa Francji (ur. 1778)
- 1849 – Juliusz Słowacki, polski poeta, dramaturg, epistolograf (ur. 1809)
- 1850 – Piotr Prokopowicz, ukraiński pszczelarz, konstruktor ul i ramowych (ur. 1775)
- 1856 – Wincenty Ankudowicz, polski i rosyjski matematyk, wykładowca akademicki (ur. 1792)
- 1858 – Sigismund von Neukomm, austriacki kompozytor, dyrygent, pianista, organista, krytyk muzyczny (ur. 1778)
- 1860 – Adam Jocher, polski filolog, bibliograf, bibliotekarz, encyklopedysta, wykładowca akademicki (ur. 1791)
- 1862 – James Clark Ross, brytyjski oficer marynarki, podróżnik, badacz polarny (ur. 1800)
- 1864 – Stanisław Batys Gorski, polski biolog, botanik, entomolog, farmaceuta (ur. 1802)
- 1865 – Martyn Barwinski, ukraiński duchowny i teolog greckokatolicki, wykładowca akademicki (ur. 1784)
- 1868 – Franz Berwald, szwedzki kompozytor, skrzypek, altowiolista (ur. 1796)
- 1870:
  - Imre Friváldszky von Friváld, węgierski botanik, entomolog, lekarz, muzealnik (ur. 1799)
  - Maksymilian Grecki, polski kompozytor, pianista (ur. 1841)
  - Philipp Jaffé, żydowski historyk, wydawca źródeł (ur. 1819)
- 1871 – Gustave Flourens, francuski dziennikarz, pedagog, rewolucjonista (ur. 1838)
- 1873 – Anton Frenzel, niemiecki duchowny katolicki, biskup pomocniczy warmiński (ur. 1790)
- 1879 – James Augustus Stewart, amerykański polityk (ur. 1808)
- 1880 – Felicita Vestvali, niemiecka śpiewaczka operowa, aktorka (ur. 1831)
- 1882:
  - Stiepan Chałturin, rosyjski zamachowiec (ur. 1857)
  - Jesse James, amerykański przestępca, rewolwerowiec (ur. 1847)
- 1883 – Franz von Wertheim, austriacki przedsiębiorca, polityk (ur. 1814)
- 1884 – Alojzy Scrosoppi, włoski filipin, święty (ur. 1804)
- 1888 – Bolesław Czerwieński, polski poeta, dramatopisarz, publicysta, działacz socjalistyczny (ur. 1851)
- 1889:
  - Mykoła Kowbasiuk, ukraiński rolnik, polityk (ur. 1817)
  - Victor Antoine Signoret, francuski farmaceuta, entomolog (ur. 1816)
  - Wawrzyniec Żmurko, polski matematyk, wykładowca akademicki (ur. 1824)
- 1890 – George Phipps, brytyjski arystokrata, polityk, administrator kolonialny (ur. 1819)
- 1893:
  - Achille Apolloni, włoski kardynał (ur. 1823)
  - Pedro Diez Canseco, peruwiański wojskowy, polityk, prezydent Peru (ur. 1815)
- 1897 – Johannes Brahms, niemiecki kompozytor, pianista, dyrygent (ur. 1833)
- 1902 – Saturnin Kwiatkowski, polski historyk, pedagog (ur. 1856)
- 1905 – Zou Rong, chiński pisarz, działacz antymandżurski (ur. 1885)
- 1907 – Désirée Artôt, belgijska śpiewaczka operowa (sopran i mezzosopran) (ur. 1835)
- 1909:
  - Czabak, polski przestępca narodowości romskiej (ur. ?)
  - Alfred von Olszewski, pruski arystokrata, oficer pochodzenia polskiego (ur. 1859)
- 1910 – Richard Abegg, niemiecki fizykochemik, wykładowca akademicki (ur. 1869)
- 1913:
  - Stanisław Biegański, polski pijar, historyk zakonu, działacz filatelistyczny (ur. 1860)
  - Henry Matthews, brytyjski arystokrata, polityk (ur. 1826)
  - Jan Mycielski, polski rolnik, malarz, grafik (ur. 1864)
  - Jakub Rotwand, polski działacz społeczny, publicysta pochodzenia żydowskiego (ur. 1818)
- 1915:
  - William Humphreys Jackson, amerykański przedsiębiorca, polityk (ur. 1839)
  - Icchok Lejb Perec, polski adwokat, pisarz pochodzenia żydowskiego (ur. 1852)
  - Nadežda Petrović, serbska malarka, pedagog (ur. 1873)
- 1917 – Milton Wright, amerykański duchowny protestancki, ojciec Orville’a i Wilbura (ur. 1828)
- 1919:
  - Josef Durm, niemiecki architekt, wykładowca akademicki (ur. 1837)
  - Paul Geisler, niemiecki kompozytor, dyrygent (ur. 1856)
  - Jan Jodłowski, polski lekarz, uczestnik powstania styczniowego (ur. 1841)
- 1920 – Walter Georgi, niemiecki lekarz, mikrobiolog, wykładowca akademicki (ur. 1889)
- 1922 – Serapio Calderón, peruwiański polityk, prezydent Peru (ur. 1843)
- 1923 – Eliza Pareńska, polska modelka (ur. 1888)
- 1924 – Jan Motty, polski prawnik, sędzia, adwokat, działacz niepodległościowy (ur. 1850)
- 1925 – Jan Reszke, polski śpiewak operowy (baryton) (ur. 1850)
- 1927:
  - Józef Lucjan Ezechiel Huerta Gutiérrez, meksykański męczennik, błogosławiony (ur. 1876)
  - Salwator Huerta Gutiérrez, meksykański męczennik, błogosławiony (ur. 1880)
  - Max Hofmeier, niemiecki ginekolog (ur. 1854)
  - Marco Fidel Suárez, kolumbijski pisarz, polityk, prezydent Kolumbii (ur. 1855)
- 1930:
  - Emma Albani, kanadyjska śpiewaczka operowa (sopran) (ur. 1847)
  - Max Fleischer, niemiecki botanik, malarz (ur. 1861)
  - Zygmunt Różycki, polski poeta (ur. 1883)
- 1933:
  - Sławomir Odrzywolski, polski architekt, konserwator zabytków (ur. 1846)
  - Arno Philippsthal, niemiecki lekarz pochodzenia żydowskiego (ur. 1887)
- 1935:
  - Daniel Konarzewski, polski generał dywizji (ur. 1871)
  - Wacław Sobieski, polski historyk (ur. 1872)
- 1936:
  - Bruno Hauptmann, niemiecki przestępca (ur. 1899)
  - Robert MacMillan, szkocki rugbysta (ur. 1865)
- 1937 – Maria Teresa Casini, włoska zakonnica, błogosławiona (ur. 1864)
- 1939 – Walery Sławek, polski polityk, premier i marszałek Sejmu RP (ur. 1879)
- 1940:
  - Józef Graniczny, polski porucznik marynarki wojennej (ur. 1897)
  - Peter Wust, niemiecki filozof, wykładowca akademicki (ur. 1884)
- 1941:
  - Maud Doria Haviland, brytyjska ornitolog, entomolog, pisarka, wykładowczyni akademicka (ur. 1889)
  - Wincenty Korab-Brzozowski, polski poeta, tłumacz (ur. 1877)
  - Iwan Szadr, rosyjski rzeźbiarz (ur. 1887)
  - Pál Teleki, węgierski polityk, premier Węgier (ur. 1879)
- 1942:
  - Piotr Dańkowski, polski duchowny katolicki, męczennik, błogosławiony (ur. 1908)
  - Paul Gilson, belgijski kompozytor, pedagog (ur. 1865)
  - René Lunden, belgijski bobsleista (ur. 1902)
  - Albert Siklós, węgierski kompozytor (ur. 1878)
  - Gustav Sule, estoński lekkoatleta, oszczepnik (ur. 1910)
- 1943 – Conrad Veidt, niemiecki aktor (ur. 1893)
- 1944:
  - Octav Băncilă, rumuński malarz (ur. 1872)
  - Aniela Cukier, polska malarka, graficzka pochodzenia żydowskiego (ur. 1900)
  - Ludwik Dobija, polski polityk, poseł na Sejm RP (ur. 1873)
  - Stanisław Juszczacki, polski pułkownik piechoty (ur. 1884)
  - Stefan Ludwig, polski podporucznik artylerii (ur. 1887)
  - Helena Wolf, polska lekarka, porucznik AL (ur. 1915)
- 1945 – Jewgienij Bojcow, radziecki starszy porucznik (ur. 1919)
- 1946:
  - Thomas Dixon, amerykański pisarz, scenarzysta filmowy (ur. 1864)
  - Masaharu Homma, japoński generał porucznik (ur. 1888)
  - Zygmunt Kęska, polski żołnierz ZWZ-AK i Zrzeszenia WiN (ur. 1917)
  - Vladimír Klecanda, czeski historyk, archiwista, wykładowca akademicki (ur. 1888)
- 1948 – Paul Nieborowski, niemiecki duchowny katolicki, pisarz, historyk (ur. 1873)
- 1949:
  - Ivo Tartaglia, chorwacki adwokat, polityk (ur. 1880)
  - Serafin Wyricki, rosyjski święty mnich prawosławny (ur. 1865)
- 1950 – Kurt Weill, niemiecki kompozytor (ur. 1900)
- 1951:
  - Edmund Bulanda, polski archeolog, wykładowca akademicki (ur. 1882)
  - Igor Dula, słowacki lekarz, polityk (ur. 1878)
- 1952 – Bronisław Stroński, polski podpułkownik lekarz (ur. 1887)
- 1953:
  - Wiesław Kryński, polski socjolog, bibliotekarz (ur. 1903)
  - Algot Lönn, szwedzki kolarz szosowy (ur. 1887)
  - Katharina Staritz, niemiecka teolog ewangelicka (ur. 1903)
- 1954 – Christian Lautenschlager, niemiecki kierowca wyścigowy (ur. 1877)
- 1958 : 
  - Eustace Percy, brytyjski arystokrata, polityk (ur. 1887)
  - Edmund Kręcki – polski działacz niepodległościowy, działacz społeczny, wójt, samorządowiec
- 1959 – Walenty Krząszcz, polski nauczyciel, pisarz (ur. 1886)
- 1960:
  - Norodom Suramarit, król Kambodży (ur. 1896)
  - Luiz Vinhaes, brazylijski trener piłkarski (ur. 1896)
- 1961 – Oscar Chirimini, urugwajski piłkarz (ur. 1917)
- 1962:
  - Ernst Grünfeld, austriacki szachista (ur. 1893)
  - Manolis Kalomiris, grecki kompozytor (ur. 1883)
  - Benny Paret, kubański bokser (ur. 1937)
  - Wasilij Pawłow, radziecki generał major, funkcjonariusz służb specjalnych (ur. 1910)
- 1963 – Alma Richards, amerykański lekkoatleta, skoczek wzwyż (ur. 1890)
- 1964:
  - Aniela Szlemińska, polska śpiewaczka operowa (sopran), pedagog (ur. 1892)
  - Aleksander Znamięcki, polski taternik, bankowiec (ur. 1884)
- 1965:
  - Ray Enright, amerykański reżyser filmowy (ur. 1896)
  - Else Jacobsen, duńska pływaczka (ur. 1911)
  - Gudbrand Skatteboe, norweski strzelec sportowy (ur. 1875)
- 1966:
  - Marija Łytwynenko-Wohlgemuth, ukraińska śpiewaczka operowa (ur. 1892)
  - Battista Pininfarina, włoski projektant samochodów (ur. 1893)
- 1971 – Joe Valachi, amerykański gangster pochodzenia włoskiego (ur. 1903)
- 1972 – Alvin Crowder, amerykański baseballista (ur. 1899)
- 1973:
  - James Chappell, brytyjski hokeista (ur. 1915)
  - Marcel Meyer de Stadelhofen, szwajcarski strzelec i działacz sportowy (ur. 1878)
- 1975: 
  - Franciszek Stobik, polski artysta fotograf (ur. 1917)
  - Mary Ure, brytyjska aktorka (ur. 1933)
- 1977 – Wilhelm Boger, niemiecki funkcjonariusz nazistowski, zbrodniarz wojenny (ur. 1906)
- 1978:
  - Siemion Nowikow, radziecki polityk (ur. 1908)
  - Czesław Roszkowski, polski aktor (ur. 1908)
  - Winston Sharples, amerykański kompozytor muzyki filmowej (ur. 1909)
  - Akaki Wasadze, gruziński aktor (ur. 1899)
- 1979 – Amelia Piccinini, włoska lekkoatletka, kulomiotka i skoczkini w dal (ur. 1917)
- 1980:
  - Edward Bullard, brytyjski geofizyk, wykładowca akademicki (ur. 1907)
  - Tatarkan Kokojty, osetyjski kompozytor, skrzypek, librecista, aktor (ur. 1908)
- 1981:
  - Stefan Herman, polski skrzypek, pedagog (ur. 1902)
  - Leo Kanner, amerykański psychiatra pochodzenia żydowskiego (ur. 1894)
  - Rudolf Krčil, czeski piłkarz (ur. 1906)
  - Juan Trippe, amerykański pionier transportu lotniczego (ur. 1899)
- 1982:
  - Ryszard Bartel, polski inżynier, konstruktor lotniczy, pilot, historyk lotnictwa (ur. 1897)
  - Herman Filarski, holenderski brydżysta, dziennikarz i teoretyk brydża (ur. 1912)
  - Warren Oates, amerykański aktor (ur. 1928)
- 1983 – Aleksander Ścibor-Rylski, polski pisarz, reżyser i scenarzysta filmowy (ur. 1928)
- 1984 – Antoni Łuczak, polski starszy sierżant piechoty (ur. 1900)
- 1985:
  - Helmut Niedermayr, niemiecki kierowca wyścigowy (ur. 1915)
  - Oreco, brazylijski piłkarz (ur. 1932)
  - Teodor (Tiekuczow), rosyjski biskup prawosławny (ur. 1908)
  - Władysław Wachulski, polski fotograf (ur. 1895)
- 1986 – Mohammad Kazem Szari’atmadari, irański duchowny szyicki, ajatollah (ur. 1905)
- 1987 – Hans Cattini, szwajcarski hokeista (ur. 1914);
- 1990:
  - Stanisław Sokołowski, polski geolog, taternik (ur. 1900)
  - Sarah Vaughan, amerykańska wokalistka jazzowa (ur. 1924)
- 1991:
  - Charles Goren, amerykański brydżysta pochodzenia żydowskiego (ur. 1901)
  - Graham Greene, brytyjski prozaik, dramaturg (ur. 1904)
- 1992 – Tadeusz Becela, polski pisarz, działacz komunistyczny (ur. 1907)
- 1993:
  - Pinky Lee, amerykański aktor, komik (ur. 1907)
  - Grigorij Sałmanow, radziecki generał armii, polityk (ur. 1922)
- 1994:
  - Jérôme Lejeune, francuski lekarz, genetyk, Sługa Boży (ur. 1926)
  - Armand Vetulani, polski krytyk, kurator i historyk sztuki (ur. 1909)
- 1995:
  - Gracita Morales, hiszpańska aktorka (ur. 1928)
  - Marion Tinsley, amerykański warcabista (ur. 1927)
  - Bogusław Zych, polski florecista (ur. 1951)
- 1997 – Dan Swartz, amerykański koszykarz (ur. 1934)
- 1998:
  - Mary Cartwright, brytyjska matematyczka (ur. 1900)
  - Jan Janowski, polski polityk, wicepremier (ur. 1928)
- 1999:
  - Lionel Bart, brytyjski kompozytor (ur. 1930)
  - Aldona Česaitytė-Nenėnienė, litewska piłkarka ręczna (ur. 1949)
  - Traian Iordache, rumuński piłkarz (ur. 1911)
  - Danuta Kwapiszewska, polska tancerka, rzeźbiarka (ur. 1922)
- 2000:
  - Miłko Bobocow, bułgarski szachista (ur. 1931)
  - Marta Hoepffner, niemiecka fotografka (ur. 1912)
  - Terence McKenna, amerykański pisarz, filozof, etnobotanik (ur. 1946)
- 2001:
  - Martin Christoffel, szwajcarski szachista (ur. 1922)
  - Butch Moore, irlandzki piosenkarz (ur. 1938)
- 2002 – Ernst Stojaspal, austriacki piłkarz, trener (ur. 1925)
- 2003:
  - Maria Arciszewska, polska polityk, poseł na Sejm PRL (ur. 1921)
  - Jozef Feranec, słowacki duchowny katolicki, biskup bańskobystrzycki (ur. 1910)
- 2004:
  - John Diamond, brytyjski polityk (ur. 1907)
  - Gabriela Ferri, włoska piosenkarka (ur. 1942)
- 2005 – Aleksy Antkiewicz, polski bokser (ur. 1923)
- 2006 – Al Harker, amerykański piłkarz (ur. 1910)
- 2007:
  - Robin Montgomerie-Chartington, brytyjski kierowca wyścigowy (ur. 1915)
  - Simon Zimny, francuski piłkarz pochodzenia polskiego (ur. 1927)
- 2008:
  - Hrvoje Ćustić, chorwacki piłkarz (ur. 1983)
  - Karl-Heinz Henrichs, niemiecki kolarz torowy (ur. 1942)
- 2009:
  - Lubomir Baran, polski geodeta (ur. 1937)
  - Zbigniew Żekanowski, polski matematyk (ur. 1927)
- 2010:
  - Edmund Banasikowski, polski major, żołnierz AK, działacz społeczny (ur. 1914)
  - Buza Ferraz, brazylijski aktor, reżyser filmowy, telewizyjny i teatralny (ur. 1950)
  - Stanisław Kochman, polski filolog, slawista (ur. 1935)
  - Oleg Kopajew, rosyjski piłkarz, trener (ur. 1937)
  - Eugène Terre’Blanche, południowoafrykański polityk (ur. 1941)
- 2011:
  - Andrzej Butruk, polski aktor, lektor (ur. 1964)
  - Kevin Jarre, amerykański scenarzysta filmowy (ur. 1954)
  - Marian Pankowski, polski pisarz (ur. 1919)
  - Calvin Russell, amerykański piosenkarz, gitarzysta (ur. 1948)
- 2012:
  - Richard Descoings, francuski pedagog, urzędnik państwowy (ur. 1958)
  - Aírton Pavilhão, brazylijski piłkarz (ur. 1934)
  - Jerzy Pachlowski, polski pisarz (ur. 1930)
  - Xenia Stad-de Jong, holenderska lekkoatletka, sprinterka (ur. 1922)
  - José María Zárraga, hiszpański piłkarz (ur. 1930)
- 2013:
  - Mariví Bilbao, hiszpańska aktorka (ur. 1930)
  - Ruth Prawer Jhabvala, indyjska scenarzystka filmowa, pisarka (ur. 1927)
  - Sven Lehmann, niemiecki aktor (ur. 1965)
- 2014:
  - Jan (Pavlović), serbski duchowny prawosławny, metropolita zagrzebski i lublański (ur. 1936)
  - Tommy Lynn Sells, amerykański seryjny morderca (ur. 1964)
- 2015:
  - Nigel Boocock, brytyjski żużlowiec (ur. 1937)
  - Bob Burns, amerykański perkusista, członek zespołu Lynyrd Skynyrd (ur. 1950)
  - Kayahan, turecki piosenkarz, producent muzyczny (ur. 1949)
  - Algirdas Vaclovas Patackas, litewski polityk (ur. 1943)
- 2016:
  - Joe Medicine Crow, amerykański antropolog, historyk (ur. 1913)
  - Don Francks, kanadyjski aktor, wokalista i muzyk jazzowy (ur. 1932)
  - Lars Gustafsson, szwedzki pisarz (ur. 1936)
  - Irena Kamieńska, polska reżyserka filmów dokumentalnych (ur. 1928)
  - Cesare Maldini, włoski piłkarz, trener (ur. 1932)
  - Ronald Mulkearns, australijski duchowny katolicki, biskup diecezjalny Ballarat (ur. 1930)
  - Noh Jin-kyu, południowokoreański łyżwiarz szybki, specjalista short tracku (ur. 1992)
  - Lola Novaković, serbska piosenkarka (ur. 1935)
  - Jules Schelvis, holenderski świadek Holocaustu (ur. 1921)
  - John Vane, brytyjski arystokrata (ur. 1923)
- 2017 – Kishori Amonkar, indyjska wokalistka klasyczna (ur. 1932)
- 2018:
  - Leszek Allerhand, polski lekarz, publicysta (ur. 1931)
  - Mieczysław Hańderek, polski rzeźbiarz (ur. 1930)
  - Andrzej Rakowski, polski muzykolog, specjalista w dziedzinie akustyki, pedagog (ur. 1931)
- 2019:
  - Daryl Hecht, amerykański prawnik (ur. 1952)
  - Marek Słyk, polski pisarz (ur. 1953)
  - Jerzy Wójcik, polski operator i reżyser filmowy (ur. 1930)
- 2020:
  - Ira Einhorn, amerykański ekolog, zabójca (ur. 1940)
  - Janusz Fereński, polski taternik, alpinista, himalaista i grotołaz, instruktor alpinizmu (ur. 1942)
  - Giovanni Paolo Gibertini, włoski duchowny katolicki, biskup Reggio Emilia-Guastalla (ur. 1922)
  - Andrzej Mrozek, polski aktor (ur. 1940)
  - Longin Jan Okoń, polski prozaik, poeta, publicysta, krytyk literacki, działacz społeczny (ur. 1927)
  - Eric Verdonk, nowozelandzki wioślarz (ur. 1959)
- 2021:
  - Guram Doczanaszwili, gruziński pisarz, archeolog, etnograf (ur. 1939)
  - Cyprian Kizito Lwanga, ugandyjski duchowny katolicki, arcybiskup Kampali (ur. 1953)
  - Christian Wiyghan Tumi, kameruński duchowny katolicki, arcybiskup Duali, kardynał (ur. 1930)
- 2022:
  - June Brown, brytyjska aktorka (ur. 1927)
  - Einar Østby, norweski biegacz narciarski (ur. 1935)
  - Lygia Fagundes Telles, brazylijska pisarka (ur. 1923)
  - Andrzej Wiśniewski, polski trener piłkarski (ur. 1956)
- 2023:
  - Mario Božić, bośniacki piłkarz (ur. 1983)
  - Nico Cirasola, włoski reżyser i scenarzysta filmowy (ur. 1951)
  - Bohdan Gorbaczyński, polski gitarzysta i basista rockowy i popowy, członek zespołów: Trubadurzy, Dzikusy, Pięciu i Test (ur. 1947)
  - Nigel Lawson, brytyjski dziennikarz, polityk, kanclerz skarbu (ur. 1932)
  - Kristaq Mitro, albański reżyser i scenarzysta filmowy (ur. 1945)
  - Wojciech Pestka, polski poeta, prozaik, tłumacz (ur. 1951)
- 2024:
  - Albert Heath, amerykański perkusista jazzowy (ur. 1935)
  - Vitus Huonder, szwajcarski duchowny katolicki, biskup Chur (ur. 1942)
  - Sándor Müller, węgierski piłkarz (ur. 1948)
  - Ali Oseku, albański malarz (ur. 1944)
  - Adrian Schiller, brytyjski aktor (ur. 1964)
  - Jacek Weiss, polski pianista, pedagog muzyczny, publicysta (ur. 1938)
- 2025:
  - Theodore McCarrick, amerykański duchowny katolicki, biskup pomocniczy Nowego Jorku, arcybiskup Waszyngtonu, kardynał (ur. 1930)
  - Lin Hongliang, chiński filolog, polonista, tłumacz (ur. 1935)
  - Paulo Mendo, portugalski neurolog, neuroradiolog, polityk, minister zdrowia (ur. 1932)
  - Margarita Xhepa, albańska aktorka (ur. 1934)